# Национальный консультативный комитет по воздухоплаванию
Национальный консультативный комитет по воздухоплаванию (англ. National Advisory Committee for Aeronautics, сокр. NACA, сокр. рус. НАСА) — федеральное агентство США, занимавшееся проведением исследований в области авиации и ставшее предшественником NASA (преобразовано в 1958 году).

## История

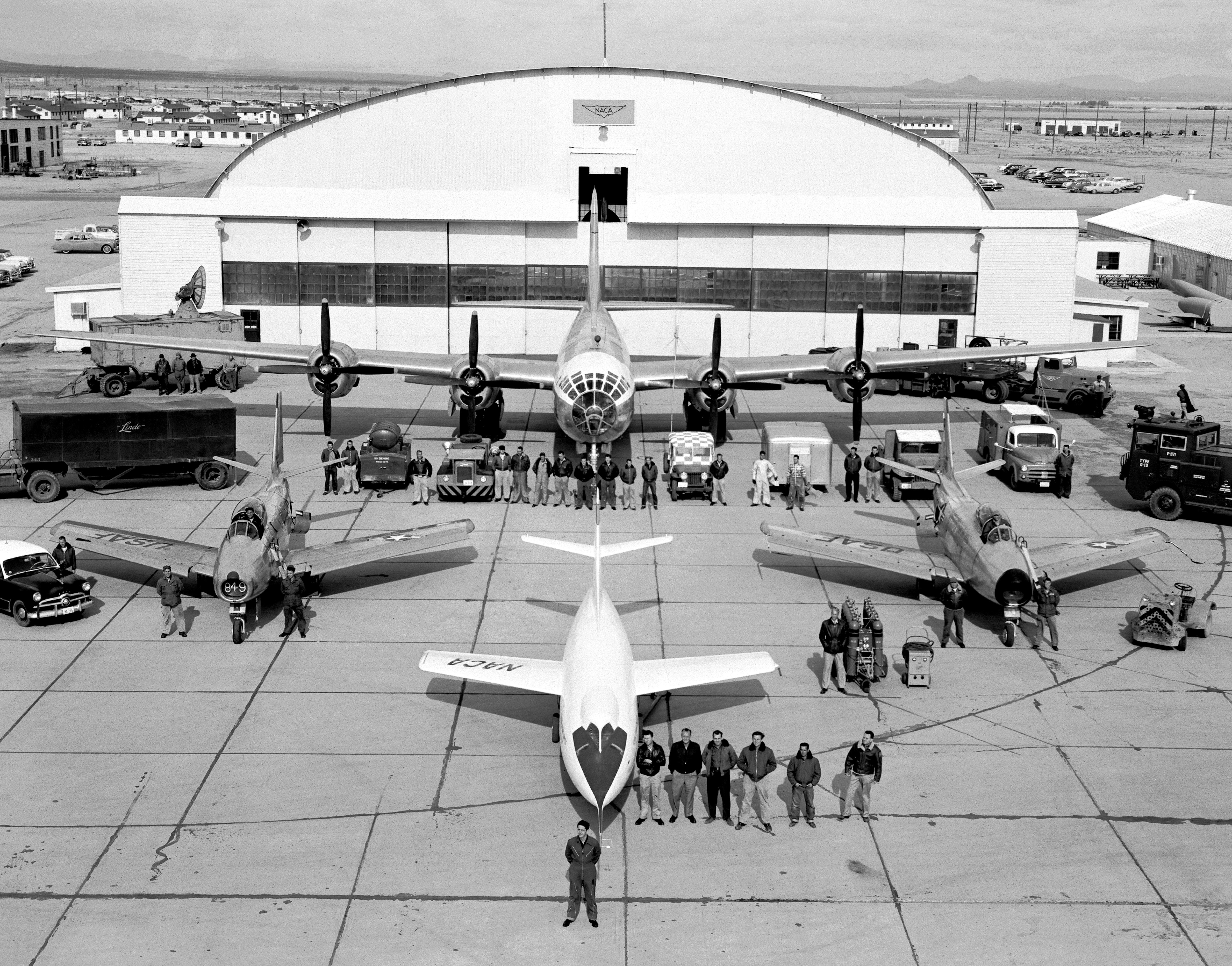
Тестовый полигон NACA в Эдвардсе, Калифорния.

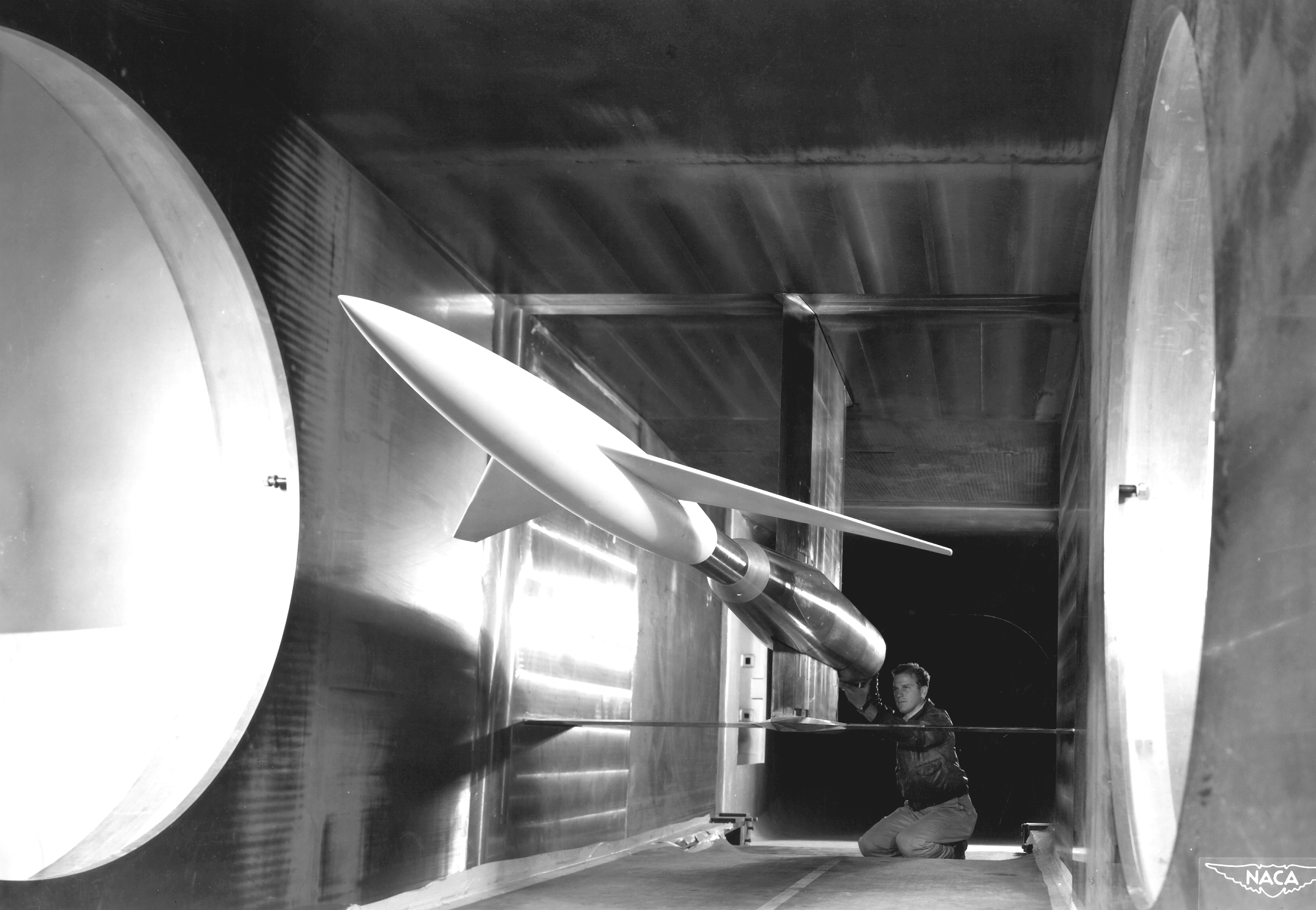
Инженер поправляет макет перед испытанием в сверхзвуковой аэродинамической трубе.

NACA было создано в 1915 году в связи с необходимостью координации авиационной отрасли в условиях участия США в Первой мировой войне. Прообразом для американского ведомства послужил Консультативный комитет по воздухоплаванию Великобритании, а также аналогичные агентства других европейских держав. В учреждающем Акте Конгресса от 3 марта говорилось, что «обязанностями консультативного комитета по воздухоплаванию должны стать контроль и управление научными работами по проблеме полёта с целью их практического решения».
В 1922 году число сотрудников NACA достигло 100 человек, в 1938 году — 426. Их усилиями в NACA были разработаны собственные модели обтекателя, аэродинамических труб, воздухозаборников. Последние до сих пор используются в современной авиации, например, в конструкции истребителя F-22 Raptor(???).
В структуру NACA входили:
- Langley Memorial Aeronautical Laboratory (Хэмптон, Виргиния)
- Ames Aeronautical Laboratory (аэродром Моффет)
- Aircraft Engine Research Laboratory (Lewis Research Center)
- Muroc Flight Test Unit (авиабаза Эдвардс)

21 ноября 1957 года внутри агентства был учреждён Специальный комитет по космическим технологиям. Интересно, что в состав этого комитета одновременно входили Хендрик Уэйд Боде (участвовал в разработке автоматической артиллерийской системы, которая ликвидировала ракеты Фау-1 во время бомбардировки Лондона) и Вернер фон Браун (возглавлял проект Фау-2). Главой комитета был назначен Гайфорд Стивер, поэтому подразделение также называли Стиверским комитетом.
5 марта 1958 года глава Научно-консультативного комитета при президенте Джеймс Киллиан представил Дуайту Эйзенхауэру меморандум под названием «Organization for Civil Space Programs», в котором призывал президента санкционировать учреждение NASA на базе «усиленного и переименованного» Национального консультативного комитета по воздухоплаванию. Таким образом, 7500 сотрудников комитета и его активы на сумму $300 млн перешли в собственность новообразованного космического агентства.

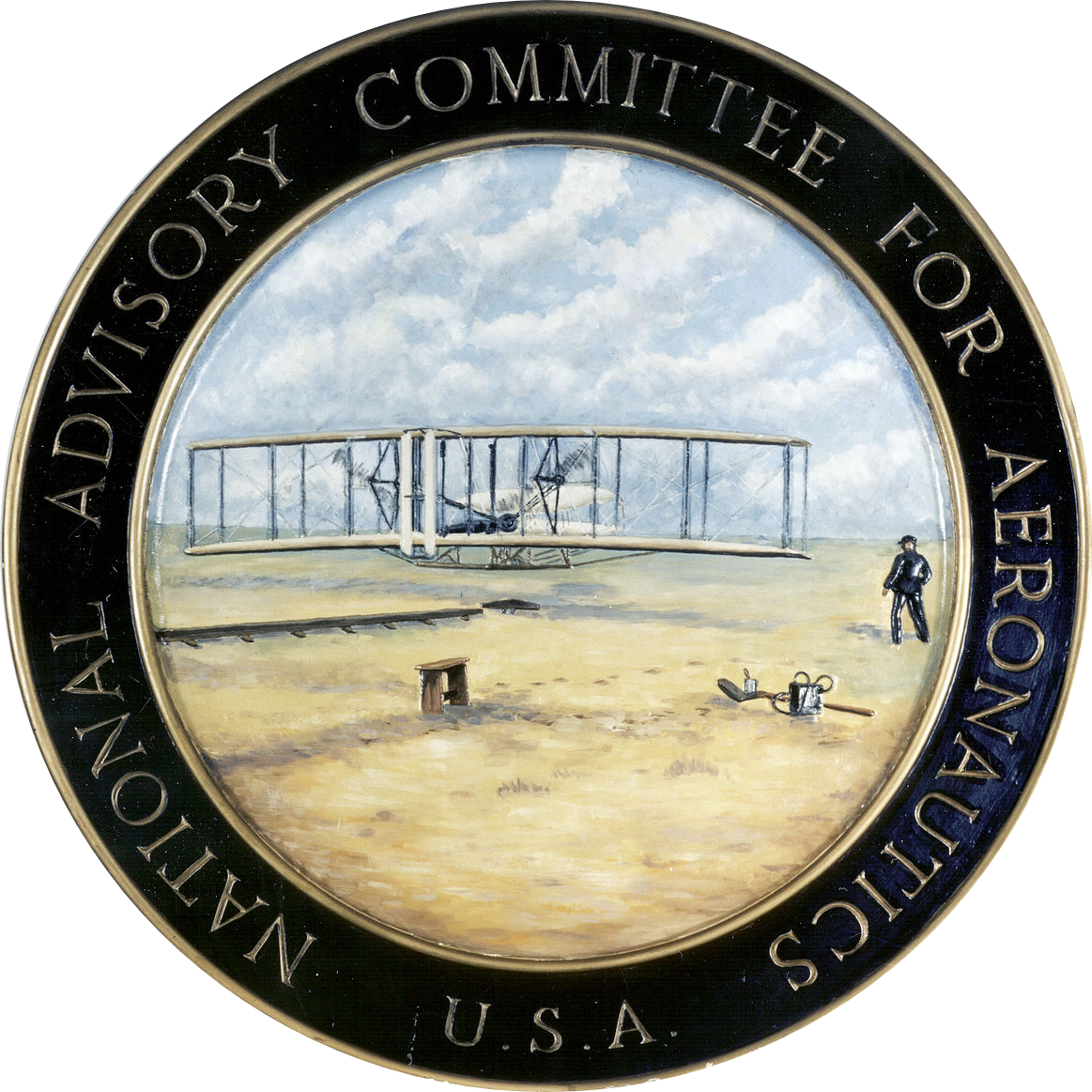
Печать NACA, изображающая первый полёт братьев Райт в Китти-Хоук.

## Руководители
1. Джордж Скривен (Армия США) (1915—1916)
2. Уильям Дюранд (Стэнфордский университет) (1916—1918)
3. Джон Фримэн (консультант) (1918—1919)
4. Чарлз Уолкотт (Смитсоновский институт) (1920—1927)
5. Джозеф Эймс (Университет Джонса Хопкинса) (1927—1939)
6. Вэнивар Буш (Институт Карнеги) (1940—1941)
7. Джером Хансакер (ВМС, МТИ) (1941—1956)
8. Джеймс Дулиттл (Shell Oil) (1957—1958)